# Pseudeusemia subaurea
Pseudeusemia subaurea är en fjärilsart som beskrevs av George Thomas Bethune-Baker 1910. Pseudeusemia subaurea ingår i släktet Pseudeusemia och familjen mätare. Inga underarter finns listade i Catalogue of Life.